# Volker Wahn
Volker Wahn (* 1. März 1949 in Soest) ist ein deutscher Kinderarzt und Immunologe. Schwerpunkt seiner wissenschaftlichen Arbeit waren primäre Immundefekte bei Kindern und Erwachsenen. Er beschäftigte sich zudem mit allergischen und rheumatischen Erkrankungen sowie AIDS im Kindes- und Jugendalter.

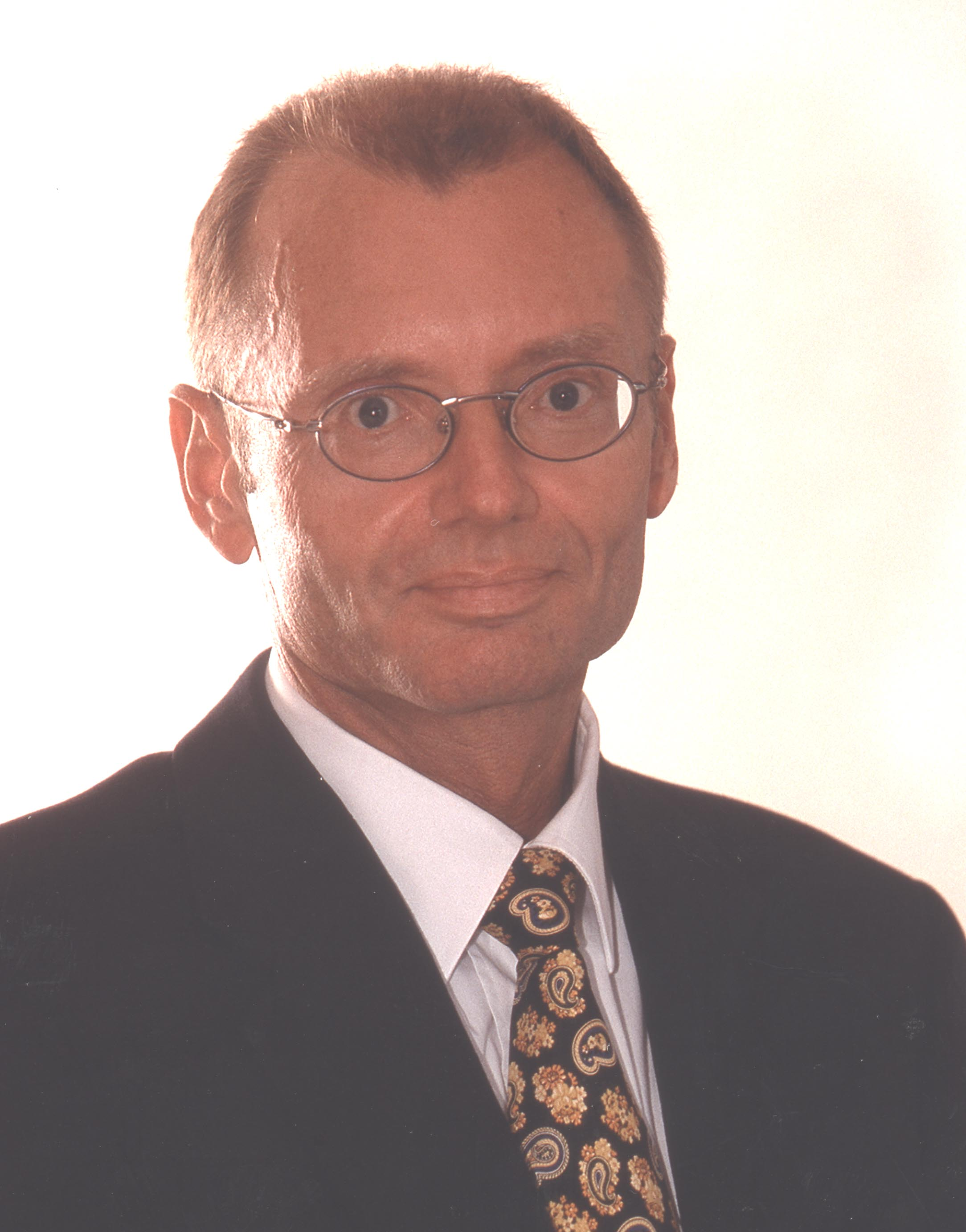
Volker Wahn

## Werdegang
Wahn promovierte 1977 an der Universität Heidelberg mit einer „Studie zur Glukoneogenese an Ratten in vivo und an isoliert perfundierten Lebern unter Verwendung spezifisch radioaktiv markierter Substrate – Analyse der 14C Isotopenverteilungsmuster in der Glukose des Glykogens und des Perfusionsmediums“. Nach seiner Zeit als Assistenzarzt an der Universitäts-Kinderklinik in Düsseldorf folgte 1982 die Habilitation über das Thema „Messung von zirkulierenden Immunkomplexen und Komplementfaktoren unter intravenöser Gammaglobulintherapie – Analyse persistierender Immunkomplexe“. Ab 1985 war er als Universitätsprofessor an der Universität Düsseldorf tätig. 1985 wurde er zum Professor auf Zeit ernannt, 1989 zum außerplanmäßigen Professor.
Von 1999 bis 2007 war Wahn Chefarzt der Kinderklinik am Asklepios-Klinikum Uckermark in Schwedt, bevor er 2007 als Oberarzt an die Charité nach Berlin wechselte. Dort übernahm er bis 2013 die oberärztliche Leitung der Sektion Infektionsimmunologie an der Universitätsklinik für Pädiatrie mit Schwerpunkt Pneumologie, Immunologie und Intensivmedizin der Charité. 2003 wurde das erste deutsche Immundefektzentrum (IDCC) an der Berliner Charité eröffnet, dessen Leitung Volker Wahn übernahm. Seit seinem Ruhestand 2014 fungierte er bis September 2022 weiter als Senior Consultant in der Immundefektambulanz an der Kinderklinik der Charité unter Leitung von Horst von Bernuth.
Volker Wahn war von 2009 bis 2024 Mitbegründer und Sprecher des deutschen Ärztenetzwerks FIND-ID, welches Ende 2024 beendet wurde. 2003 rief er die Webseite  immundefekt.de ins Leben. Dort wird in ca. 100 Videos dargestellt, wie das menschliche Immunsystem funktioniert. Täglich wird auf neue Informationen zum Thema „Angeborene Immundefekte“ hingewiesen.

## Ehrungen
- 2022: Hilfenhaus Award für seine Arbeiten zum sicheren und wirksamen Einsatz von Plasmaprotein-Produkten, insbesondere Immunglobulin G[12]

### Lehrbücher
- Rheumatische Erkrankungen im Kindes- und Jugendalter. Hrsg. V. Wahn, J. Oppermann, H.I. Huppertz, F. Zepp. Marseille-Verlag, ISBN 3-88616-098-X
- Fieber im Kindesalter. Hrsg. V. Wahn, G. Dannecker, G. Horneff, H.I. Huppertz, H. Schroten. Marseille-Verlag, ISBN 3-88616-119-6
- Pädiatrische Allergologie und Immunologie. Hrsg. U. Wahn, R. Seger, V. Wahn, G.A. Holländer. Elsevier-Verlag, ISBN 978-3-437-31345-5
- Clinical Use of Immunoglobulins. Hrsg. V. Wahn und JS Orange. Uni-Med Science Verlag, ISBN 978-3-8374-5374-4
- Primäre Immundefekte – vom Befund zur Diagnose. Hrsg. V. Wahn und T. Niehues. Marseille-Verlag, ISBN 3-88616-145-5